# فنجاني برازيلي
فنجاني برازيلي (الاسم العلمي: Peziza brasiliensis) هو نوع من الفطريات يتبع جنس الفنجاني من فصيلة الفنجانية.